# Aliabad-e Szarghi
Aliabad-e Szarghi (perski: علي ابادشرقي) – wieś w Iranie, w ostanie Zandżan. W 2006 roku liczyła 135 mieszkańców w 28 rodzinach.